# Morso Islands
Morso Islands är öar i Kanada.   De ligger i territoriet Nunavut, i den östra delen av landet, 2 100 km nordväst om huvudstaden Ottawa. Arean är 5,2 kvadratkilometer.
Terrängen på Morso Islands är mycket platt. Öns högsta punkt är 22 meter över havet. Den sträcker sig 3,9 kilometer i nord-sydlig riktning, och 3,4 kilometer i öst-västlig riktning.